# Hiperbilirrubinemia
La hiperbilirrubinemia es el aumento del nivel de bilirrubina en la sangre (valores normales de 0,3 a 1 mg/dL); la bilirrubina se acumula en los tejidos, sobre todo aquellos con mayor número de fibras elásticas (paladar, conjuntiva). Si es mayor de 2 a 2,5 mg/dL, se observa una coloración amarillenta de la piel y mucosa, un fenómeno conocido como ictericia. 
Otro caso que se puede dar con la hiperbilirrubinemia, al producir mucho de esta sustancia, se aumenta la secreción de la bilis, por lo tanto si no hay ningún alimento en el duodeno, este se iría a la vesícula biliar. Al producir demasiado puede llevar a problemas extremos como puede ser el aumento de poco en poco de la vesícula hasta reventar lo que llevaría a un aumento de bilirrubina y biliverdina en el tubo digestivo. 

## Hiperbilirrubinemia no conjugada o indirecta
- Anemia hemolítica
- Síndrome de Gilbert
- Síndrome de Crigler-Najjar

## Hiperbilirrubinemia conjugada o directa
Habitualmente la hiperbilirrubinemia de predominio directo es causada por enfermedades hepáticas en las que hay insuficiente capacidad de excretar la bilirrubina. Esta dificultad puede localizarse en el hígado o en la vía biliar (ictericia obstructiva).

## Síntomas y signos
Dentro de la hiperbilirrubinemia, podemos sentir picores en todo el cuerpo y puede ser una sensación un tanto desagradable. Algunos pacientes pueden llegar a tener la piel amarillenta; también los ojos. Se puede sentir un dolor abdominal muy fuerte, debido a que el duodeno esté inflamado.
Dentro de las causas más frecuentes de hiperbilirrubinemia directa se encuentran:
- Hepatitis aguda: Una hepatitis aguda viral o de otra causa puede producir elevaciones de bilirrubina por daño en los hepatocitos.
- Obstrucción biliar: cualquier factor que obstruya la vía biliar puede asociarse a hiperbilirrubinemia directa. En estos casos se eleva también las fosfatasas alcalinas y la gama glutamil transpeptidasa.